# Bataille de Grèce
Vous lisez un « article de qualité » labellisé en 2007.
Seconde Guerre mondiale,
Campagne des Balkans
Batailles
- Invasion de l'Albanie
- Guerre italo-grecque
- Invasion de la Yougoslavie
- Opération Châtiment
- Bataille de Grèce
- Opération Abstention
- Bataille de Crète
- Campagne de la mer Noire

La bataille de Grèce (aussi appelée opération Marita, en allemand : Unternehmen Marita) est une campagne militaire de la Seconde Guerre mondiale qui s'est déroulée sur le territoire grec et en Albanie au printemps 1941. Elle a opposé les forces de l'Axe aux Alliés (Grèce et Commonwealth). Avec la bataille de Crète et plusieurs autres actions navales, la bataille de Grèce fait partie de la campagne des Balkans.
La bataille de Grèce est la suite de la guerre italo-grecque commencée à l'automne 1940. Le 28 octobre 1940, l'Italie envahit la Grèce à partir de l'Albanie qu'elle occupe déjà depuis avril 1939. Cependant, l'armée grecque prouve qu'elle peut résister et contre-attaque, forçant l'armée italienne à battre en retraite. Vers la mi-décembre, les Grecs occupent à leur tour un quart du territoire albanais. En mars 1941, une nouvelle offensive italienne échoue, mettant fin aux prétentions italiennes en Grèce, et obligeant l'Allemagne à intervenir pour venir en aide à son allié.
Le 6 avril 1941, l'Allemagne envahit la Grèce depuis la Bulgarie afin de sécuriser son front sud. L'armée grecque, largement inférieure en nombre et en équipement, s'effondre. Athènes tombe le 27 avril 1941 pendant que le Commonwealth réussit à évacuer près de 50 000 hommes. La bataille de Grèce s'achève le 28 avril 1941 avec la chute de Kalamata. À l'issue de la bataille de Grèce, le pays est divisé en trois zones d'occupation entre les Allemands, les Bulgares et les Italiens, jusqu'au retrait des troupes italiennes en 1943 et la retraite des Allemands en octobre 1944.
La bataille de Grèce est considérée par certains historiens comme décisive dans le cours de la Seconde Guerre mondiale car l'invasion de la Grèce a retardé le déclenchement de l'invasion de l'URSS par l'Allemagne, décalant cette dernière vers l'hiver. La résistance des soldats grecs a été saluée tant par les Alliés que par les Allemands.

## Contexte
À la fin de 1940, l'Allemagne occupe la majeure partie de l'Europe occidentale. Jaloux des victoires de son allié, Mussolini veut prouver qu'il peut mener l'Italie à des conquêtes militaires similaires. En 1939, l'Italie occupe déjà l'Albanie et plusieurs places fortes du Commonwealth britannique en Afrique du Nord. Mussolini, qui considère l'Europe du Sud-est comme faisant partie de la sphère d'influence italienne, décide d'envahir la Grèce, considérée alors comme un adversaire facile.

### La Grèce en 1940

#### Contexte politique
La vie politique grecque de l'entre-deux-guerres est chaotique. Pendant la Première Guerre mondiale, la Grèce, sous l'impulsion d'Eleftherios Venizelos, rejoint le camp des Alliés alors que le roi Constantin Ier de Grèce, beau-frère de l'Empereur allemand Guillaume II d'Allemagne, est plutôt germanophile. Ce ralliement permet à la Grèce de faire partie des vainqueurs du conflit et de récupérer sur la Bulgarie la Thrace occidentale et la côte égéenne autour d'Alexandroupoli. En 1920, le traité de Sèvres lui attribue, au détriment de la Turquie, la Thrace orientale, les îles d'Imbros et Ténédos, et la région de Smyrne. Seule l'Épire, donnée à l'Albanie, lui échappe.
Mais en 1921, la Grèce entre en guerre contre la Turquie et le conflit tourne au désastre pour la Grèce. La défaite contraint le roi Constantin à l'exil, tandis que la Grèce perd tous ses territoires en Asie mineure et une partie de la Thrace et que le chef du gouvernement et le chef d'état-major de l'armée sont jugés coupables de cette défaite lors du procès des Six et exécutés. De plus, le Traité de Lausanne entraîne un échange de population entre les deux pays : 1 300 000 Grecs d'Asie mineure sont rapatriés en Grèce. Cet afflux de population pour un pays qui ne compte que 4,5 millions d'habitants se solde par une grave crise économique et une instabilité politique.
Après l'échec d'une prise de pouvoir communiste en novembre 1923, Venizelos reprend le pouvoir et le roi Georges II de Grèce abdique. Mais la jeune république grecque connaît toute une série de crises et ce ne sont pas moins d'une quinzaine de gouvernements qui se succèdent jusqu'en 1935, année de l'abolition de la République par Geórgios Kondýlis et du retour de Georges II. En 1936, Ioánnis Metaxás, connu pour son anticommunisme et son antiparlementarisme, est appelé au pouvoir par le roi. Il instaure une dictature qui met fin à dix années d'instabilité politique. Il abolit la constitution, dissout le parlement, interdit les partis politiques et exalte la grandeur grecque.

#### Contexte économique
La Grèce de 1940 est un pays rural, endetté et économiquement dépendant. On peut considérer qu'il est quasiment un protectorat britannique tellement le rôle politique, économique et financier de la Grande-Bretagne y est important. En 1940, Le PNB par habitant est de 61 dollars, c'est-à-dire environ neuf fois moins que les 560 dollars par habitant de la Grande-Bretagne,. L'état de pauvreté du pays fait que 40 % de la population vit sous le seuil de pauvreté, selon les normes gouvernementales, en raison de son régime alimentaire pauvre et de la présence de maladies endémiques comme la tuberculose (près de 15 000 nouveaux cas chaque année) et la malaria (la Grèce consomme 5 % de la quinine vendue dans le monde).
Sur les 7 344 000 habitants du pays, près de 5 millions sont des ruraux. Il existe aussi de forts contrastes entre les trois principales villes et le reste du pays. Athènes, Thessalonique et Patras connaissent l'industrie, l'électricité et le tramway mais dans les montagnes, qui représentent 70 % du territoire, les villages manquent de services élémentaires tels qu'écoles, routes ou bureaux de poste. Un tiers de la population est analphabète, et la moitié ne termine pas les quatre années d'enseignement obligatoire.
La Grèce a durement été touchée par la crise économique des années 1930. L'essentiel des exportations du pays (71,5 %) provient de trois produits : le tabac (50 % des exportations), les raisins secs et l'huile d'olive, d'où la fragilité du pays face à la crise mondiale des années 1930 qui touche prioritairement ces produits de semi-luxe. Depuis 1932, elle s'est déclarée incapable de rembourser les intérêts de sa dette, détenue à 70 % par la Grande-Bretagne. L’Allemagne, qui achète à la Grèce beaucoup plus qu'elle ne lui vend,, profite de ces circonstances pour passer des accords commerciaux avec la Grèce, important du tabac contre des produits industriels, puis du matériel militaire, provoquant les protestations britanniques contre un gouvernement jugé germanophile. En effet, le Premier ministre, et dictateur de type fasciste, Ioánnis Metaxás, militaire de carrière, a été formé en Allemagne ; il était considéré tellement pro-allemand, qu'après la crise politique de l'Ethnikos Dikhasmos (« Schisme National ») de 1915-1916, il fut exilé en même temps que le roi.

#### Menaces extérieures
La Grèce a conscience que ses voisins menacent sa souveraineté. Si depuis la proclamation de la République en 1924 la diplomatie a diminué les tensions avec la Yougoslavie et la Turquie et garanti les frontières de la Grèce, il reste néanmoins le danger bulgare. La Bulgarie regrette l'époque de la Grande Bulgarie dessinée par le Traité de San Stefano, la Thrace occidentale, bulgare de 1913 à 1918 et la Macédoine orientale qu'elle a occupée pendant la Première Guerre mondiale. Dès 1936, Ioánnis Metaxás, qui voit dans ce voisin l'ennemi le plus dangereux, fait construire la Ligne Metaxas, une ligne fortifiée le long de la frontière avec la Bulgarie inspirée de la Ligne Maginot. Mais Metaxás est contraint de reconnaître que Mussolini est devenu l'ennemi prioritaire. Les impérialismes grecs et italiens s'étaient déjà opposés après la Première Guerre mondiale en Albanie et en Asie mineure ; et le bombardement de Corfou en septembre 1923 avait montré que le contentieux n'était pas clos. Les convoitises italiennes se précisent lors de l'invasion de l'Albanie par l'Italie en avril 1939. L’Italie construit alors dans le sud de l'Albanie un aéroport et des routes dirigées vers la Grèce.

### Invasion italienne et contre-attaque grecque
La guerre italo-grecque débute le 28 octobre 1940, lorsque l'ambassadeur d'Italie en Grèce, Emanuele Grazzi présente un ultimatum au premier ministre grec, Ioánnis Metaxás. Mussolini exige le libre passage de ses troupes afin d'occuper des sites stratégiques non définis sur le territoire grec. Metaxás rejette l'ultimatum, un fait commémoré depuis lors du Jour du Non. L’Italie envahit la Grèce depuis l'Albanie avant même la fin de l'ultimatum.
Les Italiens traversent la rivière Kalamas et se dirigent vers Ioannina, mais sont vite repoussés avant d'être poursuivis par l'armée grecque, d'abord en Grèce même, puis sur le territoire albanais. Après trois semaines d'offensive, le territoire grec est libéré et la contre-attaque se poursuit. Celle-ci est menée avec succès par les Grecs, les renforts italiens n'ayant que peu d'effet. Korçë, la plus grande ville d'Albanie est prise par les Grecs le 13 novembre, Pogradec et Argyrokastro le 4 décembre, Himarë le 24 et Këlcyrë le 10 janvier.

### Seconde offensive italienne

La contre-attaque grecque.

Après des semaines de luttes infructueuses au cours de l'hiver 1940-1941, l'Italie lance une seconde offensive le 9 mars 1941. Malgré la supériorité numérique de l'armée italienne, l'offensive échoue de nouveau et après seulement une semaine et 12 000 morts, Mussolini met fin à cette seconde offensive. Il quitte l'Albanie douze jours plus tard et laisse à l'Allemagne le soin d'intervenir. Après six mois de combats contre l'Italie, l'armée grecque, bien que victorieuse, est épuisée et incapable de se dresser contre une éventuelle invasion allemande. De plus, la majeure partie de l'armée est massée en Albanie et ne peut lutter de façon efficace contre une nouvelle invasion.
|                                                                                |                                                                             |
| L'invasion italienne & la contre-attaque grecque 28 octobre – 18 novembre 1940 | La contre-offensive grecque & l'enlisement 14 novembre 1940 – 23 avril 1941 |

## Hitler décide d'envahir la Grèce
Hitler n'a pas prévu d’envahir la Grèce avant d'attaquer l'Union soviétique. En effet, il attribue, au moins partiellement, la défaite des forces de l'Europe centrale lors de la Première Guerre mondiale à leur engagement dans les Balkans. Il lui est cependant difficile d'abandonner son allié italien, réduit en février 1941 au rang de satellite du Reich. De plus, la présence britannique en Grèce est ce qui préoccupe le plus le Führer puisqu'elle constitue, dans ses projets vers l'Union soviétique, une menace sur son flanc sud — en particulier à propos des champs pétrolifères roumains. Ainsi, les responsables politiques et militaires du Reich souhaitent absolument chasser les Anglais du territoire grec et ils préparent, dans cette optique, toutes les solutions possibles : la diplomatie et la guerre. En novembre 1940, le chef de l'Abwehr, Wilhelm Canaris rencontre l'ambassadeur grec en Allemagne, l'amiral Argyropoulos et lui propose la médiation allemande dans le conflit avec l'Italie. Berlin imposerait un cessez-le-feu et interposerait des troupes entre les belligérants, la Grèce garderait les territoires albanais conquis. En échange, Athènes s'engagerait à obliger les troupes britanniques stationnées en Grèce à évacuer le pays. La même proposition est faite par l'ambassadeur allemand à Athènes au ministre grec de l'intérieur. Dans les deux cas, la Grèce ne répond pas, préférant que les propositions soient faites par la voie diplomatique officielle, afin de leur donner plus de poids.
Hitler décide aussi en parallèle de préparer une intervention militaire. Le 4 novembre 1940, soit sept jours après le début de l'invasion de la Grèce par l'Italie, il demande à son état-major de préparer une intervention dans le Nord de la Grèce à partir de la Roumanie, en passant par la Bulgarie. Il envisage de priver la Grande-Bretagne de toutes ses bases en Méditerranée, c'est pourquoi l'invasion de la Grèce fait partie d'un plan de plus grande envergure incluant également l'occupation de Gibraltar et de l'Afrique du Nord. Dès le 12 novembre, la directive no 18 planifie les opérations simultanées contre Gibraltar et la Grèce pour janvier 1941.
En décembre 1940, les plans allemands sont modifiés lorsque Franco rejette l'idée d'une attaque contre Gibraltar. En conséquence, l'Allemagne se reporte uniquement sur la Grèce. Mais pour intervenir en Grèce, Hitler doit, au préalable, obtenir l'accord de Boris III de Bulgarie ainsi que celui de l'Union soviétique qui considère la Bulgarie comme faisant partie de sa sphère d'influence. Le 12 novembre, Hitler rencontre Molotov dans le but d'obtenir son accord, que celui-ci lui refuse. Le 18 novembre, c'est au tour du roi Boris d'être reçu pour évoquer l'éventualité d'une offensive germano-bulgare en Grèce. Conscient de l'attachement du peuple bulgare à la Russie, Boris refuse la proposition de Hitler de signer le pacte tripartite, préférant attendre la veille des opérations pour ce faire. Le 28 novembre, Hitler entame des pourparlers avec le ministre des Affaires étrangères yougoslave. Il lui propose un débouché sur la mer Égée avec la ville de Thessalonique en échange de la signature d'un pacte de non-agression germano-italo-yougoslave. Le 13 décembre 1940, Hitler signe la directive no 20 qui fixe les modalités d'invasion de la Grèce, cinq jours avant de signer le plan Barbarossa. Le plan prévoit qu'en mars 1941, lorsque le temps sera plus favorable, les troupes allemandes envahiront la côte nord de la mer Égée et, si nécessaire, le pays entier. Le 5 janvier 1941, environ 80 000 soldats allemands sont massés en Roumanie.

## Aide britannique et tractations diplomatiques

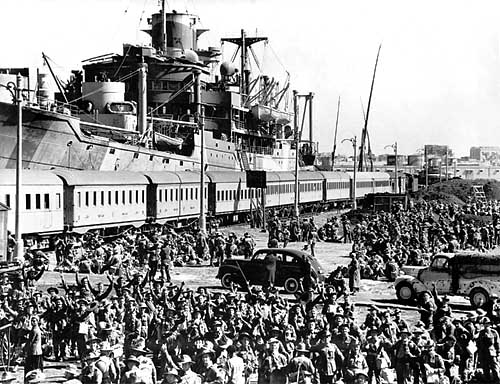
Troupes australiennes s'embarquant à Alexandrie.

En 1939, le Royaume-Uni a garanti une aide militaire à la Grèce si son intégrité territoriale est menacée. L'intérêt principal de la Grande-Bretagne est que la Crète ne tombe pas dans des mains ennemies. L'île est en effet considérée comme une défense naturelle de l'Égypte (et par conséquent du Canal de Suez et de la route des Indes). La façon dont les Grecs ont repoussé les Italiens enthousiasme l'opinion publique britannique, et le premier ministre Winston Churchill lui-même trouve qu'il serait déshonorant de ne pas leur venir en aide. Ainsi, en novembre 1940, cinq escadrons de la Royal Air Force (chasseurs et bombardiers légers) sous le commandement de John d'Albiac sont envoyés aider l'armée de l'air hellénique. Dans le même temps, les troupes britanniques occupent la Crète avec le consentement du gouvernement grec à partir du 3 novembre, dans le but de libérer la 5e division grecque de Crète et de pouvoir l'envoyer sur le front albanais.
Auparavant, des voix s'étaient élevées parmi les officiers britanniques contre l'engagement en Grèce de troupes déjà limitées en Afrique du Nord. De leur côté, les Grecs ont peur de provoquer les Allemands en massant des troupes à la frontière, mais sont déterminés à résister à l'invasion si elle devait se produire. En janvier 1941, lors d'une rencontre avec le commandant en chef des armées britanniques au Moyen-Orient, Archibald Wavell, le commandant en chef des armées grecques, Aléxandros Papágos, demande le renfort de neuf divisions afin de les poster sur la frontière gréco-bulgare. Lorsque Wavell répond qu'il ne peut offrir que deux ou trois divisions, l'offre est repoussée, car jugée inadéquate ; elle ne ferait que hâter l'intervention de l'Allemagne,. Churchill espère recréer le front des Balkans de la Première Guerre mondiale grâce à la participation de la Yougoslavie et de la Turquie et envoie Anthony Eden et John Dill dans la région pour des négociations. L'idée est alors d'apporter à la Grèce une aide suffisante pour la maintenir dans la guerre, mais sans trop dégarnir les troupes défendant l'Égypte. De plus, le front grec constitue une extension du conflit et obligerait à terme Hitler à dégarnir et donc affaiblir d'autres théâtres d'opérations.

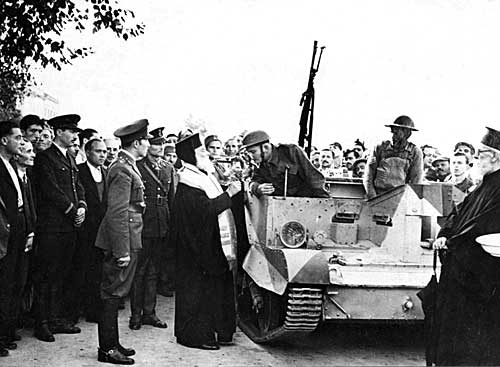
En décembre 1940, le métropolite orthodoxe crétois de Kissamos et Sélinos bénit des soldats britanniques avant leur embarquement vers la Grèce continentale.

La décision d'envoyer en Grèce des troupes du Commonwealth est prise le 22 février 1941. Lors d'une rencontre au palais royal de Tatoi, Anthony Eden annonce que la Grande-Bretagne s'apprête à envoyer 100 000 hommes, 142 tanks, quelques centaines de canons et cinq nouveaux escadrons de chasse, des troupes à peine suffisantes pour résister aux troupes allemandes qui continuent de se masser en Roumanie : 23 divisions et 500 avions. La Bulgarie rejoint l'Axe le 1er mars 1941. Alors que les troupes allemandes franchissent le Danube, l'invasion devient imminente. 58 000 Britanniques, Australiens et Néo-Zélandais sont dépêchés en Grèce en mars 1941 lors de l'opération Lustre, composée de la 6e division australienne, de la 2e division néo-zélandaise et la 1re brigade de blindés britannique, connues sous le nom de Force « W », car sous les ordres du général Henry Maitland Wilson. À l'origine affectées en Grèce, la Brigade indépendante des Carpates polonaise et la 7e division australienne sont maintenues en Afrique par Wavell à cause de la poussée de Erwin Rommel en Cyrénaïque.
De plus, cet appui fourni à la Grèce n'échappe pas à la diplomatie soviétique, qui, en janvier 1941, propose une alliance diplomatique avec la Grande-Bretagne, engagée en Grèce, et la Turquie, dont les responsables sont conscients que leur pays pourrait bien être à son tour envahi par le Reich.
Anthony Eden ne réussit pas à convaincre la Turquie de sortir de sa neutralité, tandis que la Yougoslavie, sous pression allemande, tergiverse jusqu'à ce qu'elle rejoigne l'Axe le 25 mars. Le 27 mars, un coup d'État soutenu par les Serbes intervient, mais trop tard pour permettre la création de l'alliance rêvée par Churchill.

## Préparatifs militaires

### Topographie
Pour entrer dans le nord de la Grèce, les Allemands doivent franchir le massif des Rhodopes, où seuls quelques cols et quelques vallées permettent le passage d'une armée. Deux routes permettent une invasion : une à l'ouest de Kyoustendil, le long de la frontière bulgaro-yougoslave ; la seconde à travers la vallée du Strouma, vers le sud. Les routes montagneuses très escarpées, avec de nombreux lacets ne peuvent accueillir le passage des véhicules les plus gros jusqu'à ce que les troupes du génie les élargissent. Seuls l'infanterie et les animaux peuvent avancer autrement qu'en empruntant les routes. Les fortifications grecques le long de la frontière avec la Bulgarie sont très bien adaptées à ce terrain difficile, et un système de défense couvre les quelques routes existantes.
Le long de la frontière avec la Yougoslavie, se dresse une autre chaîne montagneuse avec seulement deux défilés permettant le passage de troupes : un allant de Monastir à Flórina, le second le long du Vardar. En dehors de ces défilés, les Allemands seraient contraints de franchir de nombreuses montagnes barrant l'accès vers l'intérieur du pays. Plus à l'ouest, se dressent les monts du Pinde, s'étirant depuis l'Albanie jusque loin dans le territoire grec, alors que l'Olympe et la chaîne des Thermopyles obstruent la partie est de la péninsule.
Enfin, les montagnes du Péloponnèse entravent la tenue d'opérations militaires dans les régions sud de la Grèce. En plus de cette topographie difficile, les troupes devraient faire face à des régions peu habitées, à des ressources en eaux limitées, et à un climat peu clément avec de fortes températures.

### Stratégie et disposition des troupes alliées
Le terrain montagneux de Grèce semble être fait pour la défense tant les hautes chaînes des Rhodopes, de l'Épire, du Pinde ou du mont Olympe offrent de possibilités pour arrêter l'ennemi. Cependant, le défenseur doit posséder suffisamment d'appui aérien pour éviter que les défilés ne deviennent des pièges pour ses troupes. De plus, s'il parait aisé de repousser un envahisseur s'engouffrant depuis l'Albanie, la partie nord-est du pays est plus difficile à défendre contre une attaque venue du nord.
Malgré l'évidence croissante du passage du Danube par les troupes allemandes en Bulgarie au début du printemps 1941, les forces grecques et du Commonwealth sont cependant incapables d'établir un front cohérent à cause de désaccords entre leurs commandements respectifs.
Les Grecs souhaitent se battre sur la ligne Metaxas, une ligne de fortifications construite dans les années 1930 le long de la frontière gréco-bulgare. Ils espèrent ainsi tirer avantage de la difficulté naturelle du terrain et des fortifications mises en place, et protéger ainsi le port stratégique de Thessalonique. Cependant ils sous-estiment le fait que les troupes et l'équipement disponibles ne sont vraiment adaptés que pour une résistance symbolique et que la ligne Metaxas est vulnérable à une attaque sur le flanc, menée depuis la vallée du Vardar et rendue possible si la neutralité de la Yougoslavie était violée. Obsédée par sa rivalité avec la Bulgarie, et confiant en ses bonnes relations avec les Yougoslaves, la Grèce laisse sa frontière avec la Yougoslavie largement dégarnie.
Après les rencontres de mars 1941 à Athènes, les Britanniques pensent qu'eux et les Grecs doivent immédiatement commencer à occuper la ligne Aliakmon, qui s'étend de la ville d'Édessa en direction du sud-est jusqu'au delta du Vardar. L'avantage de cette position est qu'elle nécessite moins de forces et qu'elle offre davantage de temps pour préparer les positions défensives. Néanmoins, cela implique également d'abandonner presque tout le nord de la Grèce, ce qui parait inacceptable aux yeux des Grecs à la fois pour des raisons politiques mais aussi psychologiques. De plus, le flanc gauche de cette ligne est susceptible de subir les attaques allemandes depuis la vallée de Monastir en Yougoslavie. Papágos préfère, dans un premier temps, attendre la réponse du gouvernement yougoslave quant à ses intentions, et propose de continuer à occuper la ligne Metaxas et de ne pas retirer ses troupes d'Albanie. Papágos espère tirer avantage du terrain difficile et des fortifications mises en place, et ainsi protéger Thessalonique qui est un port stratégique.
Bien que les Britanniques réalisent pleinement à quel point la frontière grecque est faiblement défendue, ils laissent cependant les Grecs agir à leur guise. Dill accepte les plans de la ligne Metaxas et l'accord est ratifié par le gouvernement britannique le 7 mars. Les Britanniques ne déplacent toutefois pas leurs troupes plus au nord, sur la ligne Metaxas, car Wilson considère que ses troupes sont trop peu nombreuses pour tenir un front si étendu. À la place, il dispose ses hommes, comme prévu, le long de la ligne Aliakmon, dans un souci de garder le contact avec la première armée grecque située en Albanie, et de mieux contrer l'accès des Allemands au centre de la Grèce.
Le 28 mars, les forces grecques des 12e et 20e divisions d'infanterie positionnées en Macédoine centrale sont placées sous le commandement du général Wilson qui établit son quartier général au nord-ouest de Larissa. Les Néo-Zélandais prennent position au nord du mont Olympe et les Australiens bloquent la vallée de l'Aliakmon jusqu'aux monts Vermion. La Royal Air Force continue à opérer depuis les terrains d'aviation situées dans le centre et le sud du pays. Les troupes britanniques sont presque toutes motorisées mais leur équipement est fait pour le désert et non pour les routes montagneuses de Grèce. Ils manquent de chars d'assaut et de batteries anti-aériennes. De plus, les stations de communications à travers la Méditerranée sont très vulnérables, même si la Navy domine la mer Égée. Les problèmes logistiques sont aggravés par la disponibilité limitée en navires et par la faible capacité d'accueil des ports grecs.
Enfin, la 5e armée yougoslave doit assurer la défense de sa frontière sud-est, entre Kriva Palanka et la frontière grecque. Mais au moment où les Allemands s'apprêtent à attaquer, les troupes yougoslaves ne sont pas complètement mobilisées et manquent d'armes et d'équipement moderne.

### Stratégie des troupes allemandes
Le plan d'attaque allemand est influencé par l'expérience de la bataille de France. Il repose sur l'hypothèse qu'après le conflit italo-grec, les Grecs manquent d'hommes pour défendre leurs frontières avec la Yougoslavie et la Bulgarie. Engager les divisions blindées directement vers les points les plus faibles de la défense devrait apporter la liberté de manœuvre nécessaire pour s'enfoncer loin dans le territoire ennemi, davantage qu'en envoyant d'abord l'infanterie pour forcer l'accès aux défilés. Après avoir percé le système défensif du sud de la Yougoslavie, la ligne Metaxas se retrouverait débordée par les troupes allemandes entrant en Grèce depuis la Yougoslavie. La prise de Monastir et de la vallée de l'Axios se révèle essentielle dans la réalisation d'une telle stratégie.
Le coup d'État en Yougoslavie apporte des changements soudains dans les plans allemands. La directive no 25, reçue par le quartier général le matin du 28 mars, ordonne à la 12e armée de se regrouper de telle manière qu'une force constituée presque uniquement d'unités mobiles soit disponible pour attaquer Belgrade via Niš. Au soir du 5 avril toutes les troupes prévues pour l'invasion de la Yougoslavie et de la Grèce sont prêtes à passer à l'action.

## Invasion allemande
Le 6 avril à 5 h 30, l'ambassadeur allemand à Athènes, le prince Erbach, remet une note au Premier ministre Alexandros Korizis. L'Allemagne annonce que la Grèce a violé la neutralité à laquelle elle était tenue et que par conséquent, les troupes allemandes sont entrées en territoire grec. L'armée allemande envahit ainsi le nord de la Grèce et lance simultanément une offensive contre la Yougoslavie.

### Percée à travers la Yougoslavie et prise de Thessalonique

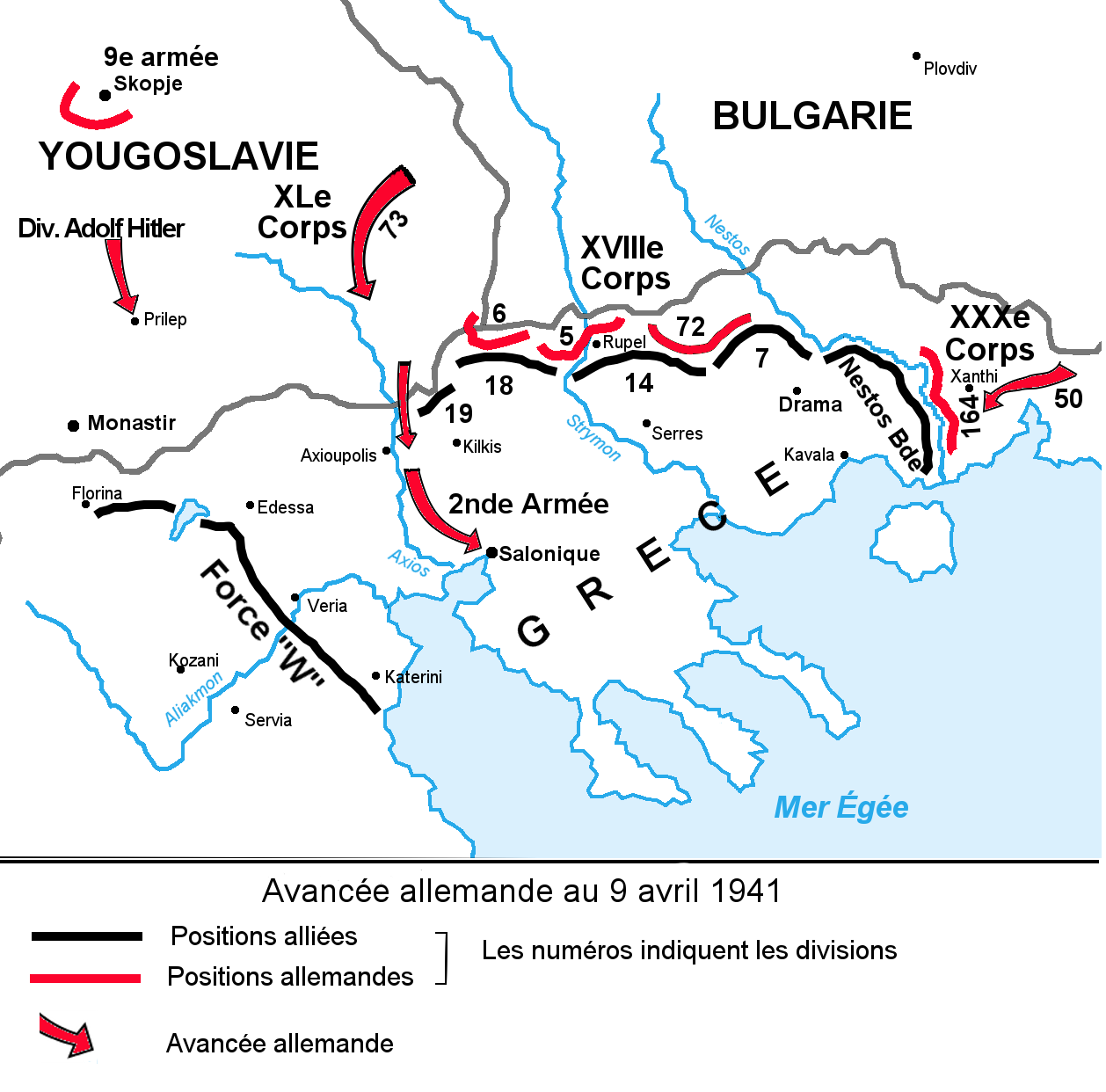

Aux premières heures du 6 avril, l'armée allemande envahit la Grèce et la Yougoslavie et la Luftwaffe commence à bombarder Belgrade. Le XL Panzer Corps franchit la frontière yougoslave en deux points à 5 h 30. L'après-midi du 7, les Allemands entrent dans Skopje, puis prennent Prilep le 8. La ligne de chemin de fer entre Thessalonique et Belgrade, un des objectifs stratégiques de la campagne dans la perspective de couper la Yougoslavie de ses alliés, est atteinte.
Les Allemands sont alors dans des conditions favorables pour poursuivre l'offensive. Le soir du 9 avril, le général Georg Stumme déploie ses forces au nord de Monastir, prêtes à franchir la frontière grecque vers Flórina, Édessa et Kateríni.
Pendant que quelques détachements couvrent les arrières de l'armée allemande en cas d'attaque lancée depuis le centre de la Yougoslavie, le reste de la 9e division Panzer fait route vers l'ouest pour rejoindre les Italiens à la frontière albanaise.
La 2e Panzerdivision, entrée aussi en Yougoslavie le 6 avril, a dans le même temps avancé vers l'ouest à travers la vallée du Strouma, rencontrant assez peu de résistance de la part de l'armée yougoslave, mais retardée par les champs de mines et les routes boueuses. Néanmoins, la division atteint son objectif du jour : la ville de Strumica. Le 7 avril, une contre-attaque yougoslave lancée contre le flanc nord de la division est repoussée, et le jour suivant elle passe les montagnes et déborde la 19e division d'infanterie grecque stationnée au sud du lac Dojran. Malgré de nombreux retards sur les routes étroites, un détachement de blindés entre dans Thessalonique le matin du 9 avril sans qu'il y ait de combat. À 14 h, le lieutenant-général grec Constantinos Vakalopoulos et le lieutenant-général allemand Veiel signent l'accord de capitulation de Thessalonique. Les combats cessent à 16 h. Des messagers allemands se présentent alors aux divers forts de la ligne Metaxas non encore capturés. Ils annoncent la capitulation de Thessalonique et demandent la reddition des forts. Certains répondent que les forts ne peuvent se rendre, mais doivent être pris (fort Roupel), d'autres acceptent uniquement un cessez-le-feu, peu capitulent.

### Ligne Métaxas
La ligne Métaxas est défendue par la section de Macédoine Orientale (Tμήμα Στρατıάς Ανατολικής Μακεδονίας ou TΣAM), dirigée par le général Konstantinos Bakopoulos et composée de 7e, 14e et 17e divisions d'infanterie, toutes sous-équipées. Les fortifications courent sur environ 170 km depuis la rivière Nestos à l'est, avant de longer la frontière bulgare jusqu'aux monts Kerkini près de la frontière yougoslave. Les fortifications sont conçues pour accueillir 200 000 hommes mais ne sont défendues que par 70 000 soldats. En raison de ce petit nombre, les lignes défensives sont étendues et minces. De plus, la TΣAM n'est que peu équipée en défenses anti-aériennes et anti-chars, la plupart de ces équipements sont mobilisés sur le front albanais. Les seuls renforts envoyés par Bakopoulos seront les 19e, 12e et 20e divisions de l'armée de Macédoine Centrale (TSKM), qui manquent d'hommes et sont équipées d'armes obsolètes.
Les troupes allemandes de la XIIe armée entrent en Grèce le 6 avril à 5 h 15, avant l'annonce de l'attaque par l'ambassadeur du Reich. L'offensive initiale contre la ligne Metaxas par les chasseurs alpins rencontre une résistance féroce de la part des Grecs et ne se traduit que par des succès limités. Un rapport allemand établi au soir du premier jour mentionne que les Allemands sont repoussés au col Roupel malgré l'intense soutien aérien et qu'ils subissent de lourdes pertes. En même temps, le port du Pirée est bombardé. Le transport britannique Clan Fraser explose, avec 200 tonnes de TNT à bord. Deux autres navires transportant des munitions explosent à leur tour. Au total, onze navires coulent lors de l'attaque. Le port du Pirée est rendu inutilisable jusqu'à la fin de la guerre.
L'historien Christopher Buckley écrit, « les lourds assauts contre la ligne Metaxas furent repoussés avec l'énergie du désespoir… Les défenseurs furent attaqués par vagues par l'infanterie, bombardés par les Stukas, pilonnés par l'artillerie lourde ou légère… Les forces d'assaut équipées de lance-flammes, de grenades et de charges explosives prirent le dessus dans les combats rapprochés ». Après une journée de combat, seulement deux des vingt-quatre forts composant la ligne Metaxas tombent entre les mains allemandes avant d'être détruits.
Le 7 avril, l'offensive sur les forts de la ligne Metaxas se poursuit. L'armée allemande a recours aux gaz asphyxiants pour prendre trois nouveaux forts. Les premier, deuxième et troisième bataillons de garde-frontières de la brigade Hebrus se replient en Turquie où ils sont désarmés. Le major-général de réserve Ioannes Zeses, commandant de la brigade Hebrus, se suicide à Ypsala en Thrace orientale, plutôt que d'accepter d'être désarmé, le 9 avril.

### Capitulation de la seconde armée grecque
Le soir du 8 avril, le XXXe corps d'infanterie atteint son objectif : la 164e division d'infanterie capture la ville de Xanthi, pendant que la 50e division d'infanterie s'enfonce au-delà de Komotiní. Malgré une forte résistance grecque, les fortifications et les troupes sont encore plus faibles qu'à l'ouest du Nestos. En revanche, les routes sont encore plus impraticables que dans le reste du pays. Le 9 avril, la seconde armée grecque capitule sans condition après la débâcle des troupes à l'est du Vardar.
Le 9 avril, le maréchal List estime qu'avec l'avancée rapide des unités mobiles, la 12e armée est dans une position favorable pour atteindre le centre de la Grèce en écrasant les troupes grecques amassées derrière le Vardar.

### Retraite des Alliés
Les forces du Commonwealth commencent à prendre position quand la nouvelle de l'invasion allemande arrive. L'issue des premiers combats contre les Allemands à Vevi n'est pas encourageante et l'avancée rapide des Panzers dans Thessalonique et Prilep dans le sud de la Yougoslavie perturbent fortement Wilson. Il doit désormais faire face à la perspective d'une attaque allemande venue à la fois de Thessalonique pendant que les Panzers du XLe Corps attaquent depuis la vallée de Monastir. Cette perspective provoque la retraite, d'abord le long de la rivière Aliakmon, puis aux Thermopyles, que les Allemands franchissent aussi le 23 avril.

### Vévi

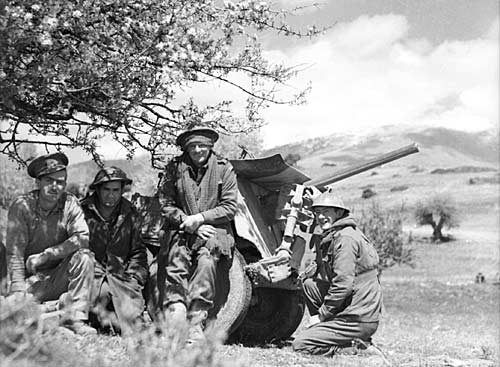
Troupes australiennes à Vevi avec un canon Ordnance QF 2 pounder.

Le matin du 10 avril, le XLe Panzers Korp avance depuis Monastir à travers la vallée de Monastir, dans le but de s'emparer de Flórina, 13 km au sud de la frontière yougoslave. La 1re division SS Leibstandarte Adolf Hitler s'engage plus au sud et atteint la ville de Vévi le 11 avril. Les Alliés décident d'essayer de retarder l'avancée allemande au défilé de Klidi, au sud de Vévi.
Une formation composée de Grecs et de soldats du Commonwealth, et connue sous le nom de Force Mackay, est assemblée, comme le dit Wilson, « pour arrêter la Blitzkrieg descendant la vallée de Flórina ». Cette force armée est ainsi nommée d'après son chef, le général de division Iven Mackay. Les unités présentes au défilé de Klidi même sont la 19e brigade d'infanterie australienne, moins un bataillon, remplacé par un bataillon britannique du King's Royal Rifle Corps. L'infanterie est épaulée par quelques équipes d'artillerie britanniques et australiennes et des mitrailleurs néo-zélandais. Les autres unités formant la Force Mackay prennent position sur les flancs et à distance du défilé. Au 11 avril, les trois bataillons d'infanterie sont dispersés sur un front de 16 km de large concentré sur le défilé tortueux aux parois abruptes.
Le kampfgruppe Witt, sous les ordres du Sturmbannführer Fritz Witt, lance une série d'attaques tests dans l'après-midi. Celles-ci sont repoussées avec vigueur avant de devenir plus agressives avec la tombée de la nuit. Le matin du 12, trente centimètres de neige recouvrent les collines et de nombreux soldats alliés postés sur les hauteurs souffrent de gelures. Pendant la nuit, la retraite vers la ligne Aliakmon est ordonnée.
Les Allemands lancent leur assaut principal à 8 h 30. Les forces australiennes sur le flanc ouest sont obligées de reculer, mais contre-attaquent plus tard et regagnent la crête. Cependant, les troupes britanniques commencent à se retirer, pensant que les Australiens font de même. Ceci ouvre le défilé aux Allemands. En fin d'après-midi, le régiment grec du Dodécanèse commence à se retirer plus à l'est, laissant exposées les troupes postées plus loin dans le défilé. L'arrivée des chars d'assaut allemands scelle la défaite alliée à Vévi. L'infanterie australienne est contrainte à une retraite chaotique. Les Allemands font 520 prisonniers et ne subissent que 37 morts, 95 blessés et quelques prisonniers.
Les restes de la Force Mackay se regroupent dans les environs de Sotir.

### L'Olympe et Servia

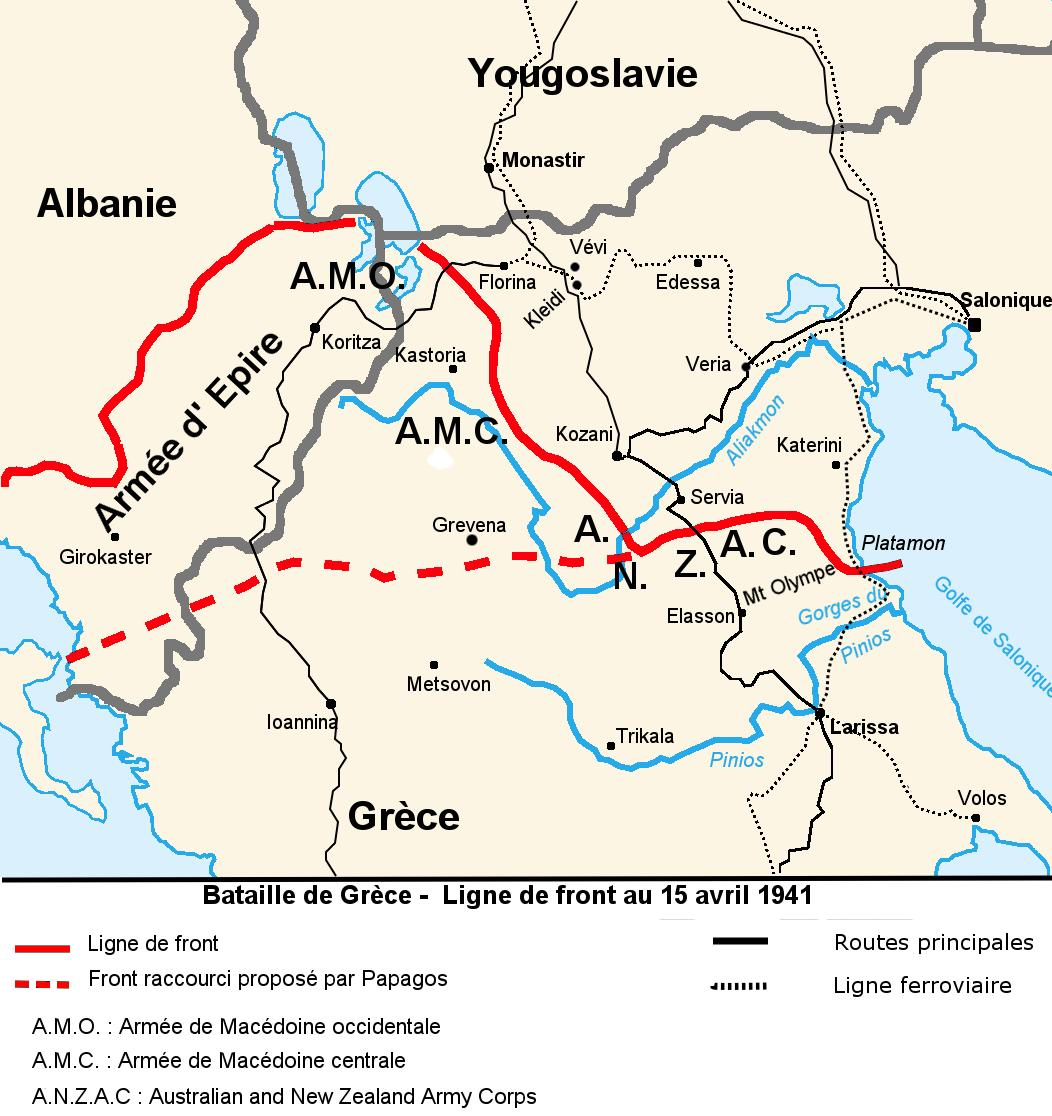

Au matin du 14, les Panzers de la 9e division atteignent Kozani après de violents affrontements avec les chars d’assaut et les défenses anti-chars britanniques. Le soir même, la division établit un pont traversant l’Aliakmon. Les Alliés se retirent, formant une ligne de front à proximité du mont Olympe. Cette défense est composée de trois éléments principaux : le secteur du tunnel de Platamon situé entre le mont Olympe et la mer ; le défilé du mont Olympe lui-même ; et le défilé de Servia. En attirant les attaques sur ces trois défilés, cette nouvelle ligne défensive offre un plus grand potentiel défensif compte tenu des faibles forces disponibles. Pendant les trois jours qui suivent, l’avance des Panzers est stoppée par ces positions en montagne très fortifiées.
Le 15 avril, le tunnel de Platamon subit les attaques des troupes motorisées allemandes qui sont repoussées par le 21e bataillon néo-zélandais du colonel Macky, qui subit également de lourdes pertes. Plus tard dans la journée, un régiment de blindés allemands attaque les flancs du bataillon par la côte et dans les terres, mais les Néo-Zélandais tiennent leurs positions. Après avoir reçu des renforts dans la nuit du 15 au 16, l’infanterie allemande attaque à l'aube les Néo-Zélandais placés sur le flanc gauche, alors que plusieurs heures plus tard, les tanks passent à l’action le long des côtes. Macky, alors coupé de toute communication avec la compagnie située sur son flanc gauche et ayant deux autres de ses compagnies subissant le feu ennemi dans la vallée, décide d'ordonner la retraite. Elle est couverte par une compagnie de réserve, positionnée sur une crête au sud du tunnel de Platamon.
L'intention de Macky est alors d'établir un nouveau front environ 1,5 km plus au sud, mais celle-ci se révèle irréalisable et la retraite se poursuit jusqu'à l'embouchure des gorges du Pénée. Il est demandé à Macky de faire l'« essentiel pour empêcher l'accès des gorges à l'ennemi jusqu'au 19 avril, même si cela devait signifier l'extinction [des troupes] ». Macky fait couler la barge permettant le franchissement de la rivière à l'extrémité ouest des gorges et met en place une nouvelle ligne défensive. Le 21e bataillon reçoit les renforts du 2e - 2e bataillon australien et plus tard du 2e - 3e bataillon et prend alors le nom de Force Allen, du nom du général de division Arthur Samuel Allen. Le 2e - 5e bataillon et le 2e - 11e bataillon se positionnent dans le secteur du village d'Elatia, au sud-ouest des gorges et ont pour objectif de tenir la sortie ouest des gorges pendant 3 ou 4 jours.
Le 16 avril, le général Wilson rencontre le général Papágos pour l'informer de sa décision de battre en retraite jusqu'aux Thermopyles.

### Retrait et reddition de la première armée grecque
Alors que les Allemands s'enfoncent dans le territoire grec, la 1re armée grecque opérant en Albanie est réticente à l'idée de battre en retraite. Le général Wilson décrit cette réticence comme « la doctrine fétichiste qui voulait qu'aucun pouce de terrain ne devait être concédé aux Italiens ». À cause de cette réticence à céder du terrain aux Italiens, la retraite grecque n'a lieu que le 1er avril. La retraite alliée vers les Thermopyles ouvre une brèche à travers le Pinde par laquelle les Allemands risquent de prendre l'armée grecque à revers. Un régiment SS est chargé de barrer la retraite grecque en se dirigeant plein ouest vers Metsovo et à partir de là, vers Ioannina.
Aléxandros Papágos, commandant en chef des armées grecques, presse les unités grecques à rejoindre la vallée de Metsovo au plus vite, où l'on s'attend à une offensive allemande. Le 18 avril, jour où le premier ministre Grec Alexandros Korizis se suicide, on assiste à une bataille rangée entre plusieurs unités grecques et la 1re division SS Leibstandarte Adolf Hitler. Les Grecs résistent tant bien que mal mais manquent d'équipement face à des unités motorisées et finissent par se retrouver encerclés et submergés. Les Allemands continuent à progresser vers l'ouest et capturent Ioannina le 19 avril, et coupent la dernière route de ravitaillement de l'armée grecque. La presse internationale compare alors le sort de l'armée grecque à une tragédie moderne. L'historien et ancien correspondant de guerre Christopher Buckley écrit alors pour décrire le sort de l'armée grecque que « celle-ci expérimente une authentique catharsis aristotélienne, un impressionnant sens de la futilité de tout effort et tout courage humain ».
Le 20 avril, le général Giorgos Tsolakoglou, commandant des forces armées grecques en Albanie, offre sa reddition aux Allemands. L'historien britannique John Keegan écrit que Tsolakoglou « était cependant si déterminé à empêcher les Italiens de jouir d'une victoire qu'ils ne méritaient pas, qu'une fois que le caractère désespéré de la situation lui sembla évident, il ouvrit des pourparlers avec le commandant allemand de la division SS, Sepp Dietrich, afin d'arranger une reddition avec les Allemands seulement ». Le document original de la reddition n'inclut pas les Italiens. Outragé par cette situation, Mussolini ordonne une contre-attaque contre les Grecs qui viennent pourtant de se rendre. Elles sont repoussées pour le plus grand embarras de Mussolini. Les protestations de Mussolini auprès de Hitler amènent à la signature d'un nouvel armistice le 23 avril dans lequel l'Italie est incluse. Par reconnaissance envers la bravoure montrée par les Grecs, les soldats sont autorisés à retourner dans leurs foyers (plutôt que d'être maintenus dans des camps de prisonniers de guerre), et les officiers sont autorisés à conserver leurs armes de poing.
La reddition de Tsolakoglou n'est pas acceptée par Aléxandros Papágos. Lorsque celui-ci apprend l'existence de pourparlers, il ordonne au général Ioannis Pitsikas (en) de limoger Tsolakoglou. Mais Pitsikas avait déjà été remercié par Tsolakoglou quelques jours plus tôt.
Le jour de la reddition grecque, l'armée bulgare entre en Grèce, occupant le nord du pays, et offrant ainsi à la Bulgarie un accès à la mer Égée en Thrace et en Macédoine Orientale. Les forces bulgares ne prennent pas part aux opérations militaires. En accord avec des arrangements pris avant l'offensive allemande et en remerciement pour avoir laissé passer les troupes allemandes, l'Allemagne permet à la Bulgarie d'occuper une partie de la Grèce. Le territoire ainsi occupé par les Bulgares s'étend du Strouma jusqu'à une ligne de démarcation passant entre Alexandroúpoli et Svilengrad à l'ouest de la Maritsa. Dans cet espace géographique, on trouve les villes d'Alexandroúpoli (Дедеагач, Dedeagach), Komotiní (Гюмюрджина, Gyumyurdzhina), Serrès (Сяр, Syar), Xanthi (Ксанти), Drama (Драма) et Kavala (Кавала), ainsi que les îles de Thasos et Samothrace. La Bulgarie occupe également ce qui correspond de nos jours à la Macédoine du Nord et la partie orientale de la Serbie.

### Prise des îles de la mer Égée
Alors que les Allemands s'enfoncent dans le territoire grec, la XIIe armée est chargée de la pacification de la Macédoine orientale, de la Thrace et des îles de l'Égée. Le XXXe corps d'armée occupe le nord-est du pays, et la 50e division d'infanterie s'établit à Thessalonique où elle reste tout le temps de la campagne. La 164e division d'infanterie est chargée de sécuriser les côtes de la mer Égée et d'occuper les îles. Thasos et Samothrace sont occupées les 16 et 19 avril, Limnos est capturée le 25, Mytilène et Chios tombent le 4 mai. La capture des îles de la mer Égée se fait sans réelle difficulté, même si les troupes allemandes rencontrent quelques résistances. Le transport des troupes d'infanterie se fait à bord de petites embarcations que les Allemands réquisitionnent dans les divers ports de la côte, et qui doivent parfois parcourir près de 100 km. Comme pour les hameaux ou pour certaines vallées, l'Occupation arrive plus discrètement sur les îles. Par exemple, l'île de Syros se rend après un bref bombardement aérien : trois soldats autrichiens et un officier subalterne entrent au port, à la rame, et hissent la croix gammée à son entrée.

### Les Thermopyles

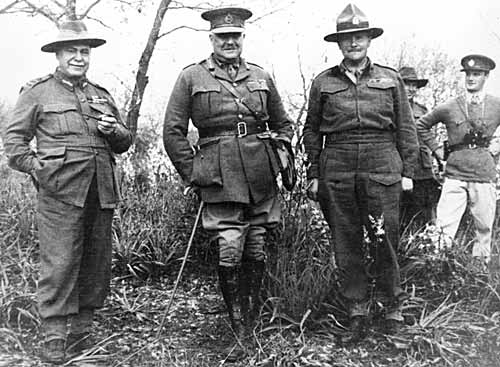
Thomas Blamey, Henry Maitland Wilson et Bernard Freyberg.

Après s'être retirées des défilés de Servia et de l'Olympe, les forces britanniques s'établissent dans le défilé des Thermopyles. Le général Bernard Freyberg reçoit l'ordre de défendre la côte (secteur néo-zélandais), et Mackay de défendre le village de Bralos (secteur australien). Dans le secteur néo-zélandais, la 5e brigade est déployée le long de la route côtière, sur le pied des collines au sud de Lamia, et le long de la rivière Spercheios. La 4e brigade se positionne sur la droite où elle établit des patrouilles de surveillance de la côte, et la 6e reste en réserve. Dans le secteur australien, la 19e brigade (comprenant le 2e - 4e et le 1er - 8e bataillons) défend Balos. Le 19 avril, les 2e - 1er et 2e - 5e bataillons sont placés sous l'autorité du général George Alan Vasey, renforcés du 2e - 11e bataillon arrivé le même jour et dans les premières heures du jour suivant. Freyberg et Mackay informent alors leurs subordonnés qu'il n'y aurait plus d'autre retraite, tous deux ignorant les discussions tenues en haut lieu concernant l'évacuation. Après la bataille, Mackay dit :

« Je pensais que nous tiendrions une quinzaine de jours et que nous aurions été battus par le poids du nombre. »

Quand la retraite est ordonnée le 23 avril, il est décidé que les deux secteurs doivent être tenus chacun par une brigade. Ces brigades, la 19e australienne et la 6e néo-zélandaise, doivent tenir le défilé le plus longtemps possible, permettant ainsi aux autres unités de se retirer. Vasey, commandant de la 19e brigade aurait dit :

« Ici nous sommes, ici nous resterons nom de Dieu. »

Une phrase qui fut interprétée par le major de brigade par « la brigade tiendra sa position défensive actuelle quoi qu'il arrive ».
Les Allemands attaquent le 24 avril, rencontrent une résistance féroce, perdent une quinzaine de chars et subissent des pertes considérables. Cette action de retardement accomplie, l'arrière-garde bat en retraite en direction des plages d'évacuation et établit une nouvelle ligne défensive à Thèbes.

### Bombardement de l'isthme de Corinthe par l'aviation allemande
Après avoir forcé les Thermopyles, les Allemands organisent une opération aérienne afin de capturer les ponts franchissant le canal de Corinthe, avec le double but de couper la retraite des Britanniques et de sécuriser leur propre avancée à travers l'isthme.
L'offensive est menée par la 1re division de parachutistes allemande le 26 avril et rencontre le succès jusqu'à ce qu'une munition perdue britannique allume des charges explosives qui détruisent ainsi le pont et causent de lourdes pertes. Bien que les Allemands réussissent à construire un pont temporaire en quelques heures et que la 5e division Panzer entre dans le Péloponnèse, l'attaque intervient quelques jours trop tard pour permettre d'isoler les troupes britanniques en Grèce centrale. Ils réussissent cependant à isoler les Australiens des 16e et 17e brigades. Dans le même temps, l'isthme est sécurisé et la plupart des alliés commencent à être évacués de Grèce depuis Kalamata et d'autres petits ports.

### Chute d'Athènes

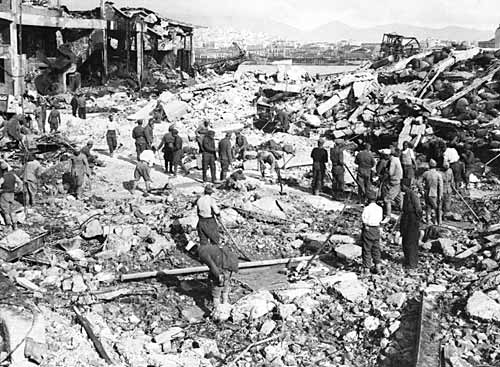
Scène de dommages causés par un bombardement allemand au Pirée le 7 avril 1941.

Après avoir abandonné les Thermopyles, l'armée britannique dresse un dernier front devant Athènes. Le roi Georges II et le gouvernement d'Emmanouil Tsouderos évacuent la ville et se réfugient en Crète le 23 avril. Les troupes de la 2de division Panzer rencontrent une faible résistance et le 27 avril 1941, les troupes à motocyclette allemandes entrent dans Athènes, suivies par les véhicules blindés, les chars et l'infanterie. La population athénienne s'attendait à l'arrivée des Allemands depuis plusieurs jours et restait enfermée dans les maisons en gardant les fenêtres fermées. La nuit précédente, Radio Athènes a fait l'annonce suivante :

« Vous écoutez la voix de la Grèce. Grecs, restez déterminés, fiers et dignes. Vous devez vous montrer dignes de votre histoire. La bravoure et la victoire de notre armée ont déjà été reconnus. La vertu de notre cause sera aussi reconnue. Nous avons fait notre devoir honnêtement. Amis ! Ayez la Grèce dans vos cœurs, vivez inspirés de feu de son dernier triomphe et de la gloire de notre armée. La Grèce vivra encore et sera grande, parce qu'elle s'est battue pour une cause juste et pour la liberté. Frères, ayez du courage et de la patience. Soyez vaillants. Nous triompherons de ces épreuves. Grecs ! Avec la Grèce dans vos esprits vous devez être fiers et dignes. Nous avons été une nation honnête et de braves soldats. »

La Patrie, radio clandestine allemande qui diffuse ses émissions depuis le 18 avril fait monter la fièvre en diffusant des rumeurs inquiétantes. « Athéniens ! Ne buvez pas d'eau ! La mort vous guette! » prévient-elle en accusant les Britanniques d'avoir déversé du poison avec des bacilles de la typhoïde dans le lac-réservoir de Marathon.
Les troupes allemandes se rendent directement sur l'Acropole et y hissent le drapeau nazi. Dans les jours qui suivent, la population athénienne et la presse internationale se font l'écho de différentes histoires à propos du drapeau nazi de l'Acropole. Selon la version la plus courante, les Allemands demandèrent à l'evzone chargé de la garde du drapeau grec, Konstantinos Koukidis, de descendre le drapeau grec de son mât et de le remplacer par la swastika. Le jeune soldat obéit, mais refusa de le remettre aux autorités allemandes, l'enroula sur son corps et se jeta du haut de l'Acropole, ce qui provoqua sa mort.

### Évacuation des troupes alliées

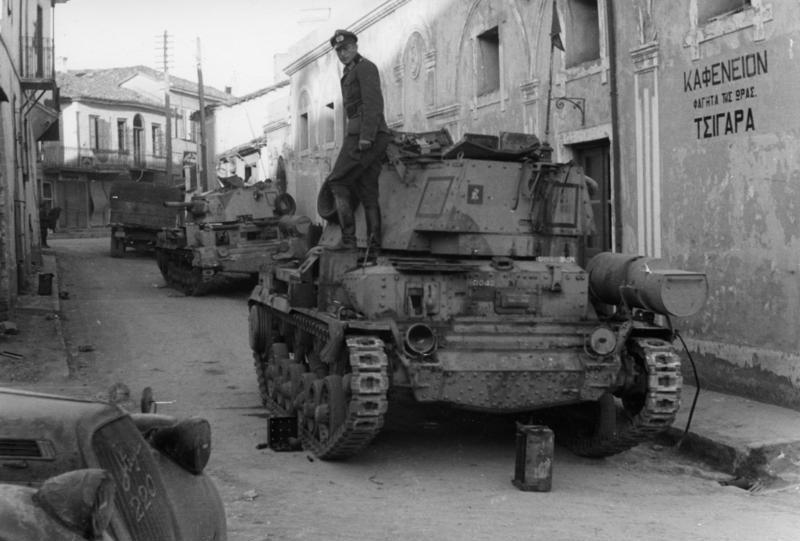
Chars Cruiser Mk II abandonnés par les Britanniques, avril 1941.

Après quelques actions de résistance dans le Péloponnèse, les troupes grecques et du Commonwealth doivent être évacuées vers la Crète et l'Égypte; c'est l'opération Démon. Wilson fixe le début de l'évacuation au 28 avril, mais en raison de l'évolution de la situation, cette date est avancée au 24 avril. Pour mener à bien cette opération, une importante flotte est mise à la disposition des alliés: 6 croiseurs, 20 contre-torpilleurs, 7 destroyers, 19 bateaux de transport et toute une flotte de petits navires. La 5e brigade néo-zélandaise est évacuée dans la nuit du 24 avril, pendant que la 4e brigade néo-zélandaise bloque l'étroite route qui mène à Athènes. Le 25 avril, journée de l'ANZAC, quelque 5 500 Australiens sont évacués depuis les plages de Nauplie sur le HMAS Perth, HMAS Stuart et le HMAS Voyager. L'évacuation de 43 000 hommes se prolonge jusqu'au 28 avril mais est perturbée par la Luftwaffe qui réussit à couler plusieurs transports de troupes, en particulier au cours des nuits du 26 au 27 et du 27 au 28 avril. À Nauplie, le transport Ulster Prince s'échoue dans la nuit du 26 avril et le Hyacinth emmêle le câble de remorquage dans son hélice en essayant de dégager l'Ulster Prince. Les deux sont coulés par des bombardiers, ainsi que le transport Slamat et les destroyers HMS Diamond et HMS Wryneck. Les Allemands réussissent à capturer environ 8 000 soldats du Commonwealth ou yougoslaves qui n'ont pas pu être évacués et libèrent de nombreux soldats italiens qui avaient été faits prisonniers.
Avant de quitter la Grèce, des consignes précises de sabotage sont données : les radiateurs et batteries doivent être sabotés, les moteurs cassés à coups de marteau, les chevaux doivent être tués et les mules données aux civils grecs. Le roi doit intervenir personnellement pour empêcher la destruction des dépôts de carburant situés dans les environs d'Athènes afin de ne pas mettre en danger les populations civiles.
| Nuit             | Kalamata | Monemvasia          | Tolos et Nauplie                     | Rafina et Porto Rafti | Mégare | Cythère | Milo |
| ---------------- | -------- | ------------------- | ------------------------------------ | --------------------- | ------ | ------- | ---- |
| 24-25 avril      | -        | -                   | 6 685 Britanniques et 15 infirmières | 5 700                 | -      | -       | -    |
| 25-26 avril      | -        | -                   | -                                    | -                     | 5 900  | -       | -    |
| 26-27 avril      | 8 650    | -                   | 4 527                                | 8 223                 | -      | -       | -    |
| 27-28 avril      | -        | -                   | -                                    | 4 640                 | -      | -       | -    |
| 28-29 avril      | 332      | 4 320 Néo-Zélandais | -                                    | -                     | -      | 760     | -    |
| 29-30 avril      | 33       | -                   | -                                    | -                     | -      | -       | -    |
| 30 avril-1er mai | 202      | -                   | -                                    | -                     | -      | -       | 700  |
| Sous-total       | 9 217    | 4 320               | 11 212                               | 18 563                | 5 900  | 760     | 700  |
| Total : 50 672   |          |                     |                                      |                       |        |         |      |

### Bataille de Crète

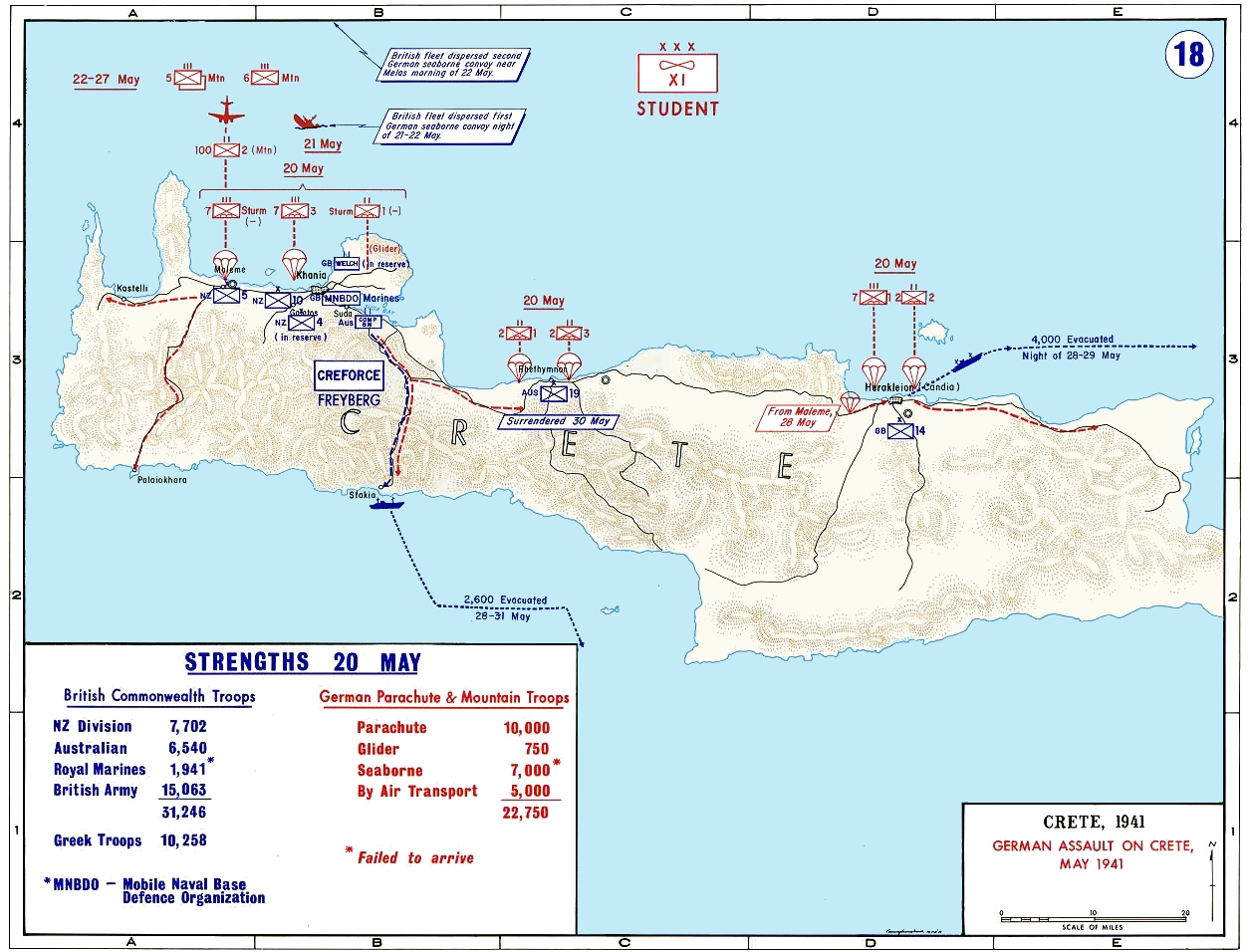
Plan de l'invasion de la Crète.

Après avoir conquis la Grèce continentale, l'Allemagne nazie envahit l'île de Crète le 20 mai 1941. Dès le 14 mai, la Luftwaffe bombarde les aéroports et les ports de l'île. Elle est virtuellement coupée des renforts qui pourraient venir du Moyen-Orient. Les Allemands utilisent des forces aéroportées lors d'une opération aérienne de grande envergure. Ils ont pour cible les trois grands terrains d'aviation de l'île à Máleme, Réthymnon et Héraklion. Ils rencontrent une surprenante résistance de la part des Grecs, des troupes du Commonwealth et des civils. Après une journée de combats, aucun des objectifs n'est atteint et les Allemands ont déjà perdu près de 4 000 hommes. Le commandant Kurt Student désespère de ne pouvoir appliquer les plans allemands et envisage le suicide.
Le jour suivant, à cause d'une mauvaise communication et d'une mauvaise appréhension des événements de la part des commandants alliés, l'aéroport de Máleme tombe. Une fois Máleme sécurisée, les Allemands débarquent par milliers, malgré le retard pris par deux convois repoussés par la Royal Navy les 21 et 22 mai, et submergent toute la partie occidentale de l'île. Après sept jours de combats, les généraux alliés réalisent que tant d'Allemands ont débarqué que tout espoir de victoire est perdu. Au 1er juin 1941, les Alliés ont totalement évacué la Crète et l'île est entièrement sous contrôle allemand. Après les lourdes pertes essuyées par les troupes d'élite aéroportées, Hitler bannit toute idée d'opération aéroportée pour les batailles futures. Le général Kurt Student dit plus tard que la Crète est « le cimetière des parachutistes allemands » et une « victoire désastreuse. ».
En Crète, les Britanniques disposaient de 1 512 officiers et 29 900 hommes de troupe ; les Grecs avaient 474 officiers et 10 977 hommes de troupe, dont les cadets de l'École militaire et de l'École de gendarmerie, ainsi que 3 000  à   4 000 civils ; les Allemands avaient engagés 22 750 soldats et officiers et 1 370 avions. Les pertes allemandes sont estimées à 8 000 hommes et 370 avions détruits ou endommagés.

## Évaluation
La vitesse de progression des chars d'assaut allemands à travers les montagnes des Balkans et l'efficacité de la campagne allemande ébahit les états-majors du monde entier[réf. nécessaire]. La bataille de Grèce se termine donc par une victoire allemande acquise en un temps record. Les Britanniques ne possédaient pas de forces nécessaires pour mener simultanément des actions en Afrique du nord et dans les Balkans. De plus, il semble que même s'ils avaient été capables de contrer l'avancée allemande, ils n'auraient pu avoir les moyens de mener une contre-attaque à travers les Balkans. Parmi les raisons qui expliquent la victoire allemande, certaines sont d'une importance significative :
- la supériorité des troupes allemandes au sol et de leurs équipements ;
- la suprématie aérienne allemande ;
- l'inadéquation du corps expéditionnaire britannique ;
- le manque de moyens et d'hommes de l'armée grecque ;
- le manque de coopération entre les Britanniques, les Grecs et les forces yougoslaves ;
- la neutralité turque ;
- la chute rapide de la Yougoslavie[92].

En même temps, les troupes grecques et alliées opposèrent ce que beaucoup d'historiens considèrent comme une incroyable résistance étant donné leurs ressources limitées. L'historien John Keegan écrivit que « la campagne de Grèce avait été une guerre de gentlemen, avec de l'honneur donné et accepté de la part de chaque adversaire ».

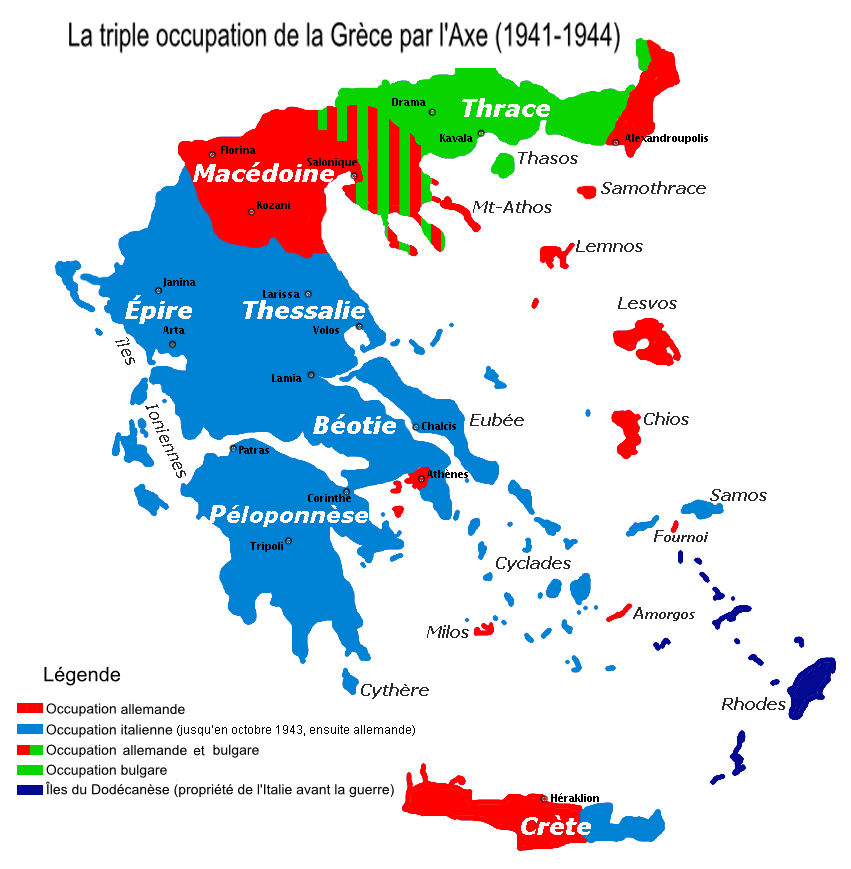
Carte montrant l'occupation tripartite de la Grèce entre 1941 et 1944.

Des facteurs autres que la seule puissance militaire allemande pourraient expliquer la défaite de la Grèce. Il est attesté que certains affichaient des sentiments pro-nazis dans l'armée et l'administration grecques. Ainsi, avant même l'attaque allemande, le général Theodoros Pangalos, qui avait déjà gouverné la Grèce de façon dictatoriale en 1926, contacta le chargé d'affaires allemand à Athènes le 6 mars. Il lui proposait un « putsch » durant lequel il prendrait le pouvoir puis rejoindrait l'Axe. Le général Tsolakoglou qui dirigeait l'armée de Macédoine occidentale, devint le premier chef du gouvernement pendant la période d'occupation ; et le chef de la police athénienne possédait des photos dédicacées de Hitler et de Goebbels accrochées aux côtés de celles de Metaxas et du roi. Enfin, le ministre de la défense, Papadimas, aurait donné une permission pour Pâques aux troupes tenant le front du centre, là où la pression allemande se faisait la plus forte. Alexandros Korizis, le successeur de Métaxas se serait suicidé pour ne pas avoir su convaincre son appareil d'État de résister aux forces nazies.
Les pertes allemandes, ont été officiellement annoncées à 5 000 dont 1 100 morts à la fin des opérations. Les pertes réelles seraient, selon les estimations de 11 500 dont 2 500 morts,. Les Alliés auraient perdu environ un quart de leurs 58 000 hommes dont 11 000 prisonniers. Les pertes italiennes s'élevèrent à environ 100 000 hommes sur la période de six mois qui l'opposa à la Grèce.
À l'issue de la bataille de Grèce, le pays est contraint de se retirer du conflit et est divisé en trois zones d'occupation entre les Allemands, les Bulgares et les Italiens, jusqu'à la reddition de l'Italie en 1943 puis au retrait des troupes allemandes en octobre 1944.

## Conséquences sur le cours de la Seconde Guerre mondiale
La résistance grecque est un tournant dans le cours de la Seconde Guerre mondiale. Certains historiens tels que John Keegan pensent que l'invasion allemande de la Grèce a retardé l'invasion de l'Union soviétique par l'Axe d'au moins six semaines. Hitler planifia l'invasion de l'Union soviétique pour le 15 mai 1941, mais elle ne put avoir lieu avant le 22 juin. Ce retard se révéla fatal, car il obligea les forces de l'Axe à se battre pendant l'hiver russe. L'armée allemande fut incapable d’investir Moscou et son avancée vers le Caucase en fut d'autant plus retardée. Adolf Hitler lors d'une discussion avec Leni Riefenstahl aurait dit que « si les Italiens n'avaient pas envahi la Grèce et demandé notre aide, la guerre aurait pu prendre un cours différent. Nous aurions devancé le froid russe de plusieurs semaines et conquis Leningrad et Moscou. Il n'y aurait eu aucun Stalingrad ».
Il dit à Mannerheim, le 4 juin 1942, dans le seul enregistrement de sa voix dans une discussion privée, que « la situation en Grèce fut un grave malheur » pour l'Opération Barbarosa.
D'autres historiens tels qu'Antony Beevor pensent que ce n'est pas la résistance grecque qui a retardé l'invasion de l'Union soviétique par l'Axe, mais plutôt la lente construction de pistes d'atterrissage dans l'Est de l'Europe. Pour l'historien Basil Liddell Hart, ce fut davantage le coup d'État inattendu du 27 mars 1941 en Yougoslavie, alors que le pays venait de se lier par un pacte à l'Axe, qui provoqua ce délai. Hitler décida le jour même d'envahir la Yougoslavie, ce qui provoqua sa décision de retarder l'invasion de la Russie.
L'occupation de la Grèce par l'Axe se révéla une tâche difficile et coûteuse. L'occupation engendra la création de plusieurs groupes de résistance. Ceux-ci se lancèrent dans une guérilla contre les occupants et mirent en place des réseaux d'espionnage. Cette résistance énergique força l'Axe à mobiliser des centaines de milliers de soldats en Grèce[réf. nécessaire], alors qu'ils auraient pu être utiles ailleurs. Certains actes de résistance purent être remarqués, comme le vol du drapeau nazi flottant sur l'Acropole par Manólis Glézos et Apóstolos Sántas, ou la destruction du pont de chemin de fer des gorges du Gorgopotamos. Les civils grecs subirent de terribles épreuves engendrées par une occupation brutale. Selon l'historien russe Vadim Erlikman, la Grèce perdit 435 000 habitants entre 1940 et 1945.
D'un autre côté, la décision d'envoyer des troupes britanniques en Grèce fut condamnée par certains militaires connaissant bien la situation en Méditerranée, dont le général Freddie de Guingand (en) de l'état-major interarmes du Caire. Le général Alan Brooke qualifia cette entreprise de « véritable bourde stratégique », car elle avait enlevé à Archibald Wavell les forces nécessaires à sa conquête de la Libye après l'opération Compass, ou à empêcher Erwin Rommel et l'Afrikakorps de progresser. De fait, cela a prolongé la campagne nord-africaine qui aurait pu être conclue en 1941.

## Hommage à la résistance grecque
La résistance grecque reçut un hommage considérable de la part des officiels allemands. Wilhelm Keitel, commandant suprême des forces armées allemandes dit au cours du procès de Nuremberg : « l'incroyable résistance des Grecs retarda d'un ou deux mois vitaux l'offensive allemande contre la Russie ; sans ce retard, l'issue de la guerre aurait été différente sur le front de l'est et pour la guerre en général. ». Adolf Hitler ordonna qu'aucun Grec ne soit fait prisonnier et que ceux qui l'étaient soient relâchés sur le champ par respect pour leur bravoure.
Hitler dans un discours au Reichstag en 1941 dit à propos de la campagne : « il doit être dit, pour le respect de la vérité historique, que parmi tous nos opposants, seuls les Grecs se sont battus avec autant de courage ». Dans le journal de Joseph Goebbels, à la page du 9 avril 1941, on peut lire : « J'interdis à la presse de sous-estimer la Grèce, de les diffamer… Le Führer admire la bravoure des Grecs ».
La résistance grecque reçut également l'hommage du reste du monde. Winston Churchill aurait ainsi dit : « Nous ne dirons pas que les Grecs combattent tels des héros, mais que les héros combattent tels des Grecs ». Le président américain Franklin Roosevelt dit que « tous les peuples libres sont très impressionnés par le courage et la ténacité de la nation grecque… qui se défend elle-même si vaillamment ». Joseph Staline, dans une lettre ouverte lue sur les ondes de Radio Moscou, dit que « le peuple russe sera éternellement reconnaissant envers les Grecs pour avoir retardé l'armée allemande ainsi longtemps pour que l'hiver s'installe, et de ce fait nous donnant le temps précieux dont nous avions besoin pour nous préparer. Nous n'oublierons jamais ».